# Glycera ehlersi
Glycera ehlersi är en ringmaskart som beskrevs av Arwidsson 1899. Glycera ehlersi ingår i släktet Glycera och familjen Glyceridae. Inga underarter finns listade i Catalogue of Life.